# Giro di Slovenia 2012
Il Giro di Slovenia 2012, diciannovesima edizione della corsa, si svolse dal 14 al 17 giugno su un percorso di 578 km ripartiti in 4 tappe, con partenza a Celje e arrivo a Lubiana. Fu vinto dallo sloveno Janez Brajkovič della Astana Pro Team davanti all'italiano Domenico Pozzovivo e allo sloveno Kristijan Koren.

## Tappe
| Tappa  | Data      | Percorso                              | km    | Vincitore di tappa | Leader cl. generale |
| ------ | --------- | ------------------------------------- | ----- | ------------------ | ------------------- |
| 1ª     | 14 giugno | Celje > Novo Mesto                    | 164   | Simone Ponzi       | Simone Ponzi        |
| 2ª     | 15 giugno | Kočevje > Metlika                     | 177,4 | Daryl Impey        | Simone Ponzi        |
| 3ª     | 16 giugno | Ivančna Gorica > Škofja Loka          | 219   | Domenico Pozzovivo | Domenico Pozzovivo  |
| 4ª     | 17 giugno | Lubiana > Lubiana (cron. individuale) | 17,8  | Kristijan Koren    | Janez Brajkovič     |
| Totale | Totale    | Totale                                | 578   |                    |                     |

## Dettagli delle tappe

### 1ª tappa
- 14 giugno: Celje > Novo Mesto – 164 km

| Pos. | Corridore     | Squadra     | Tempo    |
| ---- | ------------- | ----------- | -------- |
| 1    | Simone Ponzi  | Astana      | 3h46'28" |
| 2    | Marko Kump    | Adria Mobil | s.t.     |
| 3    | Daniele Ratto | Liquigas    | s.t.     |

| Pos. | Corridore     | Squadra     | Tempo    |
| ---- | ------------- | ----------- | -------- |
| 1    | Simone Ponzi  | Astana      | 3h46'18" |
| 2    | Marko Kump    | Adria Mobil | a 4"     |
| 3    | Daniele Ratto | Liquigas    | a 6"     |

### 2ª tappa
- 15 giugno: Kočevje > Metlika – 177,4 km

| Pos. | Corridore    | Squadra    | Tempo    |
| ---- | ------------ | ---------- | -------- |
| 1    | Daryl Impey  | Orica      | 4h26'55" |
| 2    | Simone Ponzi | Astana     | s.t.     |
| 3    | Diego Ulissi | Lampre-ISD | s.t.     |

| Pos. | Corridore     | Squadra     | Tempo    |
| ---- | ------------- | ----------- | -------- |
| 1    | Simone Ponzi  | Astana      | 8h13'07" |
| 2    | Marko Kump    | Adria Mobil | a 10"    |
| 3    | Daniele Ratto | Liquigas    | a 12"    |

### 3ª tappa
- 16 giugno: Ivančna Gorica > Škofja Loka – 219 km

| Pos. | Corridore          | Squadra  | Tempo    |
| ---- | ------------------ | -------- | -------- |
| 1    | Domenico Pozzovivo | Colnago  | 5h46'21" |
| 2    | Janez Brajkovič    | Astana   | s.t.     |
| 3    | Kristijan Koren    | Liquigas | a 1'47"  |

| Pos. | Corridore          | Squadra  | Tempo     |
| ---- | ------------------ | -------- | --------- |
| 1    | Domenico Pozzovivo | Colnago  | 13h59'34" |
| 2    | Janez Brajkovič    | Astana   | a 4"      |
| 3    | Daniele Ratto      | Liquigas | a 1'53"   |

### 4ª tappa
- 17 giugno: Lubiana > Lubiana (cron. individuale) – 17,8 km

| Pos. | Corridore       | Squadra    | Tempo  |
| ---- | --------------- | ---------- | ------ |
| 1    | Kristijan Koren | Liquigas   | 20'31" |
| 2    | Adriano Malori  | Lampre-ISD | a 1"   |
| 3    | Daryl Impey     | Orica      | a 17"  |

| Pos. | Corridore          | Squadra  | Tempo     |
| ---- | ------------------ | -------- | --------- |
| 1    | Janez Brajkovič    | Astana   | 14h20'42" |
| 2    | Domenico Pozzovivo | Colnago  | a 6"      |
| 3    | Kristijan Koren    | Liquigas | a 1'16"   |

## Classifiche finali

### Classifica generale
| Pos. | Corridore          | Squadra     | Tempo     |
| ---- | ------------------ | ----------- | --------- |
| 1    | Janez Brajkovič    | Astana      | 14h20'42" |
| 2    | Domenico Pozzovivo | Colnago     | a 6"      |
| 3    | Kristijan Koren    | Liquigas    | a 1'16"   |
| 4    | Bruno Pires        | Saxo Bank   | a 2'12"   |
| 5    | Matteo Rabottini   | Farnese     | a 2'23"   |
| 6    | Dominik Nerz       | Liquigas    | a 2'35"   |
| 7    | Jure Golčer        | Tirol       | a 2'39"   |
| 8    | Daniele Ratto      | Liquigas    | a 2'45"   |
| 9    | Tomaz Nose         | Adria Mobil | s.t.      |
| 10   | Winner Anacona     | Lampre-ISD  | a 2'51"   |